# Dromia personata
Dromia personata là một loài cua sinh sống ở Biển Bắc, Địa Trung Hải, và những phần tiếp nối với vùng đông bắc Đại Tây Dương. Chiều dài mai của nó có hể đạt đến 53 milimét (2,1 in), và sống chủ yếu từ bờ biển đến vùng nước có độ sâu 8 mét (26 ft), có trường hợp đến 100 mét (330 ft), và thường lẫn trốn trong hang.